# Optimisation des processus
L’optimisation des processus consiste à améliorer les façons de faire de chacun des processus de l’entreprise ou de l’organisation. Cette optimisation peut se faire par étalonnage concurrentiel (souvent désigné par le terme anglais benchmarking) i.e. une analyse comparative des processus entre organisations ou par une analyse diagnostique de la performance des processus de l’organisation.